# Екстрасистолія
Екстрасистолія — це порушення утворення імпульсу в міокарді, що полягає в його спонтанній деполяризації, частіше поза провідною системою, і передчасному скороченню серця.
Це найпоширеніший різновид аритмій серця. Виникнення екстрасистол пояснюють появою ектопічного вогнища критичної збудливості (поза провідною системою серця), а також існуванням механізму re-entry, коли електричний імпульс не згасає своєчасно і ходить по замкнутому колу в міокарді передсердь або шлуночків. Позачерговий імпульс може виходити з будь-яких частин міокарда: передсердь, передсердно-шлуночкового з'єднання і шлуночків. Екстрасистоли можна виявити у 60-70 % здорових людей, проте різні їх види мають різне прогностичне значення.

## Класифікація

### За місцем формування ектопічного вогнища збудження
- надшлуночкові: 1) передсердні (25 %) та 2) передсердно-шлуночкові (з атріовентрикулярного з'єднання — 2 %)
- шлуночкові (62,6 %)
- варіанти їх поєднання (10,2 %)

Надшлуночкові екстрасистоли, на відміну від шлуночкових, часто, є доброякісними. Шлуночкові — несприятлива прогностична ознака, вказують на грубі зміни в міокарді і, як правило, потребують медичного втручання.
У виключно рідкісних випадках позачергові імпульси виходять з фізіологічного водія ритму — синусового вузла (0,2 % випадків).
Іноді спостерігається функціонування вогнища ектопічного ритму незалежно від основного (синусового), при цьому відзначається одночасно два ритми — екстрасистолічний і синусовий. Цей феномен має назву парасистолія.

### За кількістю екстрасистол у групі
- поодинокі
- парні (дві екстрасистоли поспіль)
- групові або залпові (понад два підряд)

### Алоритмії (регулярне повторення екстрасистол після певної кількості нормальних серцевих циклів)
- бігемінія — ритм з чергуванням нормальної систоли і екстрасистоли (1:1)
- тригемінія — чергування двох нормальних систол з екстрасистолою (2:1)
- квадригемінія — слідування екстрасистоли після кожного третього нормального скорочення (3:1)

Вище співвідношення екстрасистол, ніж 3:1 спостерігається вкрай рідко. Швидше, в подібному випадку можна говорити про часті поодинокі екстрасистоли.

### За частотою виникнення
- розрізняють рідкі (до 5 екстрасистол на хвилину)
- середні (6-15 на хвилину)
- часті (понад 15 на хвилину)

Частота екстрасистол має прогностичне значення. Часті екстрасистоли вказують на органічну природу їх і потребують лікування.

### За кількістю ектопічних вогнищ збудження
- монотопні (одне вогнище збудження)
- політопні (два і більше)

Між нормальними скороченнями серця і екстрасистолами існують фіксовані часові відносини. На електрокардіограмі ця залежність проявляється в стійкості так званого інтервалу зчеплення екстрасистоли з попереднім нормальним скороченням серця. Сталість інтервалу зчеплення в декількох екстрасистолах на одній і тій же електрокардіограмі вказує на єдине їх джерело. Такі екстрасистоли називають монотопними (монофокусними). Відповідно, різний інтервал зчеплення буде говорити про наявність декількох ектопічних вогнищ (політопні екстрасистоли). Політопні екстрасистоли вказують на грубі органічні зміни в міокарді і крайню електричну нестабільність серця.

### За формою екстрасистол на ЕКГ
- мономорфні
- поліморфні

Форма екстрасистол навіть з одного ектопічного центру на одному й тому ж відведенні ЕКГ може бути зовсім різною. Тоді їх описують як поліморфні (характерно для шлуночкових). Якщо ж за формою на електрокардіограмі екстрасистоли є ідентичними — вони мономорфні (характерно для передсердних).

### За часом виникнення позачергового імпульсу в діастолі
- рання екстрасистолія (реєструється на ЕКГ одночасно з зубцем Т або не пізніше 0,05 секунд після закінчення попереднього циклу
- середня — через 0,45-0,5 с після зубця Т
- пізня (що розвивається безпосередньо перед наступним зубцем Р нормального скорочення)

### За етіологічним фактором
- функціональні
- органічні
- токсичні

Функціональні екстрасистоли вважаються доброякісними, не мають органічного субстрату. До них, по суті, відносяться лише передсердні і атріовентрикулярні, коли характер скорочення шлуночків не зазнає змін. Вони провокуються стресом, вживанням алкоголю, міцного чаю, кави і часто виявляються у здорових людей. Лише часті передсердні екстрасистоли, що дають симптоматику, потребують медичного втручання.
Органічними екстрасистолами є, як правило, шлуночкові. Вони виникають на фоні структурних змін в міокарді і мають несприятливий прогноз. Їх виявлення потребує медичного супроводу.

### Класифікація шлуночкових екстрасистол за В. Lown і М. Wolf (1971)
- I клас — поодинокі рідкісні шлуночкові екстрасистоли (до 1 за 1 хв або 30 за 1 год);
- II клас — поодинокі часті екстрасистоли (більше ніж 1 за 1 хв або 30 за 1 год);
- III клас — поліморфні, тобто такі, що мають різну форму в тому самому відведенні;
- IV клас — групові шлуночкові екстрасистолії, у тому числі IVA — парні й IVB — «залпові», 3-5 імпульсів підряд;
- V клас — ранні шлуночкові екстрасистоли типу R на Т, які накладаються на зубець Т попереднього шлуночкового комплексу й свідчать про виражену негомогенність реполяризації.

Ця класифікація була розроблена спеціально для хворих на ішемічну хворобу серця. Екстрасистоли III—V класу часто називають екстрасистолами високого ступеня, а IV класу — складними. Це так звані тригерні шлуночкові ектопічні аритмії, здатні спричинити виникнення їх потенційно фатальних форм — стійку шлуночкову тахікардію та фібриляцію шлуночків.

## Етіологія
Надшлуночкові і шлуночкові екстрасистоли, в цілому, викликаються причинами різного характеру.
Надшлуночкові екстрасистоли частіше мають функціональний характер і провокуються психічними реакціями (стресом), вживанням алкоголю, міцного чаю, кави, ліками, а також часто виявляються у здорових людей.
Появу шлуночкових екстрасистол можуть викликати будь-які структурні захворювання серця. Особливо часто їх виявляють у хворих на гострий інфаркт міокарда та хронічну ішемічну хворобу серця.
Утім, екстрасистолія може виникати також при інших ураженнях міокарда, у тому числі субклінічних. У багатьох хворих з екстрасистолією доступними інструментальними методами дослідження не знаходять будь-яких ознак ураження серця.

### Групи етіологічних факторів екстрасистолії
Порядок у цьому переліку не відображає переважного значення тієї чи іншої групи факторів, лише їх умовне розташування від функціональних до органічних.
- Порушення вегетативної регуляції: нейроциркуляторна дистонія, неврози, діенцефаліт, симпатичні гангліоніти та трунцити, психоемоційне напруження;
- Патологічні рефлекси, зумовлені захворюваннями органів травлення (виразкова хвороба, жовчно-кам'яна хвороба, панкреатит, діафрагмальна кила, коліти й ентероколіти, особливо коли вони супроводжуються метеоризмом, запорами або порушеннями електролітного балансу); дистрофічні зміни в шийному і грудному відділах хребта (остеохондроз, спондилоартроз); хвороби бронхів та легень, особливо ті, що супроводжуються виснажливим кашлем; аденома простати;
- Діагностичні процедури: ендоскопія (бронхоскопія, гастроскопія, лапароскопія, цистоскопія, кольпоскопія, ректороманоскопія), пункція, масаж каротидного синуса, натискання на очні яблука, затримка дихання на глибокому вдиху;
- Алергія: харчова, медикаментозна, мікробна, професійна, побутова;
- Електролітний дисбаланс (гіпокаліємія, гіперкаліємія, гіпомагніємія, гіпокальціємія), порушення кислотно-лужної рівноваги;
- Фармакодинамічна та токсична дія медикаментів, таких як серцеві глікозиди, хінідин, новокаїнамід, засоби для наркозу, морфін, глюкокортикоїди, препарати калію, кальцію, трициклічні антидепресанти, похідні фенотіазину, адреноміметики;
- Гіпоксія: захворювання легень, гіповентиляція (наприклад, під час операції);
- Хвороби міокарду, ендокарду та вінцевих артерій серця: ІХС, міокардити, кардіоміофіброз, кардіоміопатії, вади серця, артеріальна гіпертензія або гіпотензія, серцева недостатність;
- Травматичні впливи: травма грудної клітки, операція на серці, катетеризація порожнин серця, травми головного і спинного мозку.

## Патогенез
Різноплановість етіологічних факторів може вказувати на існування різних механізмів утворення патологічних імпульсів у міокарді.

### Теорія «повторного входу» («re-entry»)
Найпопулярніша зараз теорія, відповідно до якої при уповільненні проведення збудження (потенціалу дії) в певних ділянках міокарда волокна деполяризуються і реполяризуються з різною швидкістю; при цьому імпульс може надійти повторно в волокно, що володіє більшою швидкістю реполяризації, внаслідок того, що сусіднє волокно затримало проведення цього імпульсу і далі перебуває в стані деполяризації. Іншими словами, електричний імпульс не згасає своєчасно і ходить по замкнутому колу в міокарді передсердь або шлуночків (зворотний вхід збудження). Відповідно до цієї теорії — фібриляція/тріпотіння (передсердь або шлуночків) — це перманентна екстрасистолія.

### Теорія ектопічного автоматизму
Виникнення екстрасистол пояснюють появою ектопічного (поза провідною системою серця) вогнища збудливості, яке досягає величини порогового потенціалу і призводить до серцевого скорочення.

### Теорія слідових потенціалів
Слідові потенціали становлять собою осцилюючі коливання, що слідують за потенціалом дії; при відповідних умовах вони можуть досягати граничної величини і викликати повторний імпульс; цьому сприяють брак калію і кисню, надлишок вуглекислоти.

## Клінічна картина

### Скарги
В переважній більшості випадків екстрасистолія триває безсимптомно. Але характерними ознаками її будуть відчуття «завмирання серця» і «поштовхів», пов'язані з посиленим постекстрасистолічним скороченням. Групові екстрасистоли (декілька поспіль) будуть виражатися «нападом серцебиття». Треба мати на увазі, що наявність суб'єктивних відчуттів та їхня вираженість не залежать від частоти й причини екстрасистол.

### Фізикальний огляд
Артеріальний пульс аритмічний, з відносно довгою паузою після позачергової пульсової хвилі (так звана повна компенсаторна пауза). При частих і групових екстрасистолах може створюватися враження про наявність фібриляції передсердь. У деяких хворих спостерігається дефіцит пульсу. При аускультації серця звучність І тону може змінюватися внаслідок асинхронного скорочення шлуночків і передсердь та коливань тривалості інтервалу PQ. Позачергові скорочення можуть супроводжуватися також розщепленням II тону. Можна помітити пульсацію шийних вен, яка виникає, коли чергова систола правого передсердя відбувається при закритому тристулковому клапані внаслідок передчасного скорочення шлуночків (хвилі Коррігена, суб'єктивне відчуття «поштовху»).
Здебільшого екстрасистоли істотно не впливають на кардіо- та гемодинаміку. Зменшення серцевого викиду в разі передчасного скорочення шлуночків як результат укорочення періоду наповнення зазвичай компенсується його збільшенням під час чергового скорочення, що йде слідом за компенсаторною паузою. За наявності органічних захворювань серця часті й групові екстрасистоли можуть спричинювати зниження ХОС. У хворих на ІХС спричинювані частою екстрасистолією порушення внутрішньосерцевої гемодинаміки можуть супроводжуватися істотним зменшенням коронарного кровотоку й розвитком ішемії міокарда.

## Діагностика
Наявність екстрасистол не важко визначити при фізикальному огляді пацієнта. Для підтвердження діагнозу може бути достатньо рутинної електрокардіографії у 12 відведеннях. Проте, еталонним методом дослідження відносно нечастої екстрасистолії, а також оцінки тяжкості аритмії є холтерівське моніторування ЕКГ.

### Холтерівське моніторування (ХМ) ЕКГ

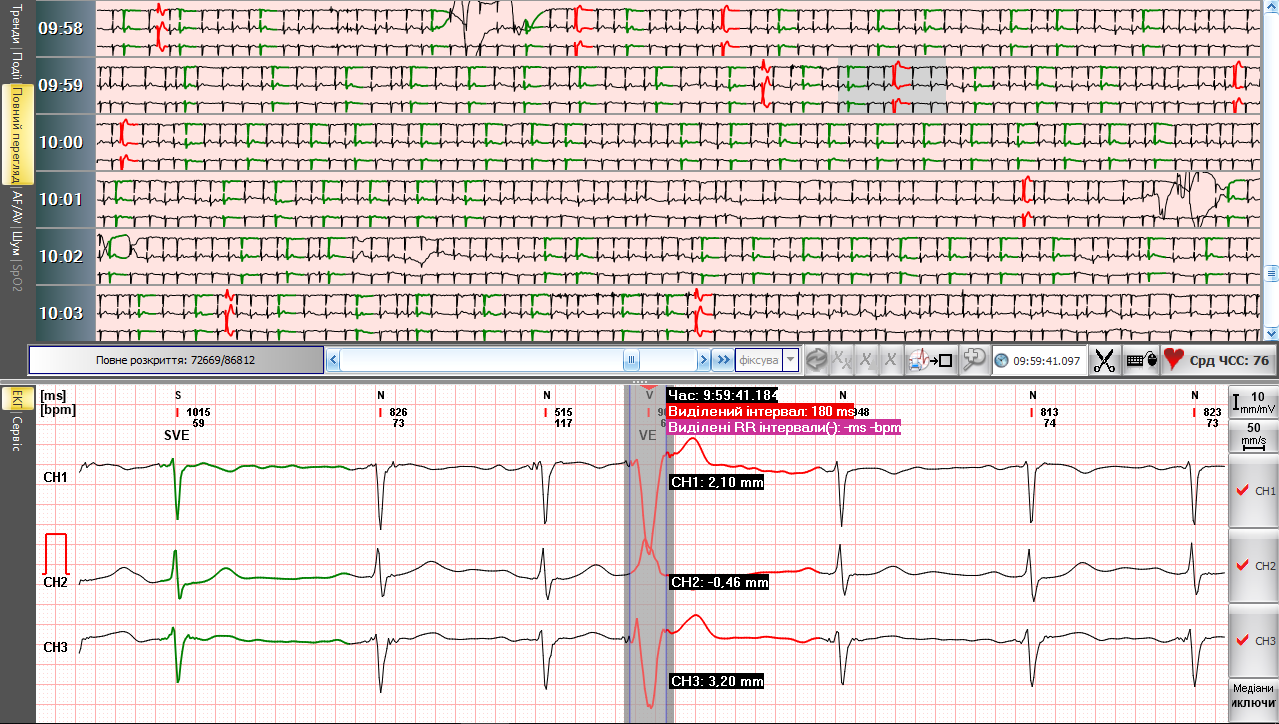
Зображення порушень ритму (суправентрикулярні та шлуночкові екстрасистоли) при холтерівському моніторингу.

Завдяки ХМ ЕКГ можна точніше, ніж за звичайної ЕКГ, здійснювати якісну та кількісну оцінку порушень серцевого ритму внаслідок значно більшої кількості оцінюваних ектопічних комплексів. Також цей метод дозволяє реєструвати ЕКГ без обмеження рухового режиму хворого протягом 24 годин і більше з наступним автоматизованим аналізом запису. Оцінюються загальна кількість екстрасистол за час спостереження, їх розподіл протягом доби, зв'язок з фізичним або емоційним навантаженням, ЧСС, прийомом їжі, зміною положення тіла, перехідними епізодами ішемії міокарда. Поодинокі ШЕ є досить частою знахідкою при ХМ ЕКГ у практично здорових осіб.

### Картина ЕКГ
Загалом, екстрасистола на ЕКГ проявляється позачерговим комплексом серцевого ритму.
Ознаки передсердної екстрасистолії:
- наявність зубця Р. Він може бути негативним, двофазним, неправильної форми або більш чи менш подібний до нормального, залежно від локалізації ектопічного вогнища;
- шлуночковий комплекс QRS залишається нормальної форми, тобто не відрізняється від попередніх у даному відведенні;
- після екстрасистоли — неповна компенсаторна пауза: інтервал між двома послідовними шлуночковими комплексами синусового ритму, між якими перебуває екстрасистола не зазнає змін (дорівнює одному нормальному інтервалу RR синусового ритму).

Екстрасистолія з передсердно-шлуночкового з'єднання (АВ-вузла):
- Має нормальний шлуночковий комплекс QRS.
- З верхньої частини АВ-вузла: зубець Р негативний;
- З нижньої частини АВ-вузла: зубець Р відсутній, оскільки не може подолати електрофізіологічний бар'єр (потенціал дії проводиться лише в одному напрямку).

Залежно від швидкості проведення імпульсу передсердями порівняно зі швидкістю його поширення шлуночками можливі 3 варіанти тимчасових співвідношень зубця і комплексу QRS екстрасистоли: а) зубець Р передує комплексу QRS менше ніж на 0,12 с (збудження передсердь передує збудженню шлуночків);
б) зубець Р накладається на екстрасистолічний комплекс QRS і його не видно (передсердя й шлуночки збуджуються одночасно);
в) зубець P реєструється слідом за комплексом QRS, накладаючись на сегмент ST (ретроградна провідність значно сповільнена, і збудження шлуночків передує збудженню передсердь).
Ознаки шлуночкової екстрасистолії:
- передчасні (позачергові) шлуночкові комплекси без попередніх зубців Р;
- розширення комплексу QRS екстрасистоли (> 0,12 с) унаслідок не одночасної, а послідовної деполяризації шлуночків, подібно до того, як це відбувається при блокаді однієї з ніжок передсердно-шлуночкового пучка і нижче центр автоматизму — тим ширші шлуночкові комплекси;
- зміна форми екстрасистолічного комплексу QRS порівняно з такою при синусовому ритмі внаслідок зміни напрямку вектора деполяризації шлуночків. При цьому полярність зубця Т протилежна полярності комплексу QRS;
- компенсаторна пауза після екстрасистоли повна, тобто інтервал між двома послідовними шлуночковими комплексами синусового ритму, між якими перебуває екстрасистола, дорівнює подвоєному інтервалу RR синусового ритму.

При брадикардії шлуночкові екстрасистоли можуть «вклинюватися» між двома імпульсами синусового ритму, не супроводжуючись компенсаторною паузою і не змінюючи його частоти. Такі екстрасистоли звуться вставними.

## Лікування

### Лікування надшлуночкової екстрасистолії

#### Немедикаметозне лікування
Безсимптомна суправентрикулярна екстрасистолія зазвичай не потребує спеціального лікування. Слід звернути увагу на фактори, які провокують порушення ритму і впершу чергу вплинути на причину (див. етіологію). У разі її симптоматичного перебігу за відсутності порушень гемодинаміки часто достатньо поведінкових заходів:
- уникати перевтоми і нервово-психічного напруження
- достатньо висипатися, більше часу проводити на свіжому повітрі
- відмовитись від паління, вживання алкоголю, міцного чаю, кави
- за необхідності провести лікування метеоризму, закрепу

#### Медикаметозне лікування
Якщо відчуття серцебиття та ознаки порушення гемодинаміки все ж зберігаються, що зазвичай спостерігається при частій і політопній екстрасистолії, вдаються до медикаментозної терапії.
Показання до медикаментозного лікування надшлуночкових екстрасистол:
- супроводжується значними суб'єктивними проявами, порушенням сну
- загрожує виникненням фібриляції передсердь і пароксизмальної тахікардії
- часті екстрасистоли, понад 3 на хвилину
- поліморфні екстрасистоли
- супроводжується порушенням гемодинаміки

Медикаментозне лікування
- Препаратами першого ряду є бета-адреноблокатори (II клас протиаритмічних препаратів). Можна використовувати пероральні форми в середніх терапевтичних дозах (сублінгвально для швидшого ефекту): пропранолол («Анаприлін») по 10-40 мг, метопролол по 25-50 мг, бісопролол по 2,5-5 мг. Є також парентеральна форма метопрололу («Беталок», 0,1 % 5 мл) по 5-15 мл внутрішньовенно струминно на 10-15 мл ізотонічного розчину хлориду натрію, пропранололу (1 % 1 мл).
- Як альтернатива бета-адреноблокаторам використовуються блокатори кальцієвих каналів верапаміл (0,25 % по 2-4 мл внутрішньовенно струминно на 10-20 мл ізотонічного розчину хлориду натрію) і дилтіазем (IV клас протиаритмічних препаратів). У жодному разі не можна комбінувати (вводити послідовно) бета-блокатори та верапаміл чи дилтіазем, це може призвести до повної атріовентрикулярної блокади!
- Альтернативою першим двом групам препаратів слугує аміодарон 5 % по 3-6 мл внутрішньовенно повільно або крапельно на ізотонічному розчині глюкози, або соталол по 80-160 мг (III клас протиаритмічних препаратів).

Слід мати на увазі, що протиаритмічні препарати І класу несуть небезпеку. Так препарати класів Іа і Ic (хінідин, етацизин, пропафенон) збільшують смертність при екстрасистолії, що не загрожує життю. Препарати Ib класу (лідокаїн) протипоказані.

### Лікування шлуночкової екстрасистолії
Використовуються препарати класів І, III. Клас I мають власну виражену аритмогенну дію і тому використовуються у випадках, що загрожують життю.

#### Медикаментозне лікування
- Препаратом першої лінії є аміодарон 5 % по 300 мг внутрішньовенно повільно або крапельно на ізотонічному розчині глюкози. Як навантажувальну дозу паралельно призначають аміодарон в таблетках по 200 мг тричі на день. Аміодарон — найбезпечніший препарат для лікування шлуночкових порушень ритму[3][4], проте його ефективність не вища, ніж в інших препаратів, що зазвичай використовуються у такій ситуації[5].
- Альтернативою попередньому препарату є лідокаїн (Ib клас протиаритмічних препаратів) 2 % по 4-6 мл внутрішньовенно кр на ізотонічному розчині глюкози, або можлива навіть його комбінація з аміодароном у рефрактерних випадках[6].
- У резерві залишаються препарати Іа, Іс класів (прокаїнамід, етацизин, пропафенон), які також нерідко використовуються при рефрактерній аритмії.

Також, окрім власне, протиаритмічних препаратів, до комплексної терапії екстрасистол додають так звані метаболічні (кардіопротекторні) препарати на основі мельдонію, бурштинової кислоти, тіотриазоліну.